# Rami Yacoub
Rami Yacoub (Stockholm, 1975. január 17. –) svéd zenei producer és dalszerző, egykori sikeres tagja a Cherion Studios-nak. Svéd munkatársával, Max Martinnal alkotta meg a legtöbb híres dalt, de más producerek mellett is tevékenykedik. Olyan előadóknak-bandáknak írt és komponált dalokat, mint Britney Spears, Nicki Minaj, Bon Jovi, Backstreet Boys, One Direction, Westlife, P!nk, Céline Dion, Enrique Iglesias és az ’N Sync.

## Pályafutás
Zenei karrierjét 13 évesen kezdte, amikor elkezdett basszusgitáron játszani egy stockholmi bandában.
Dalszerzői tehetségét már fiatalon is bizonyította, mikor különböző együtteseknek-zenekaroknak írt számokat. 18 évesen kezdett el a produceri munkák iránt érdeklődni. A szintetizátor vált a kedvenc hangszerévé. Ilyenkorra már különféle remixeket készített.
1998-ban (23 évesen) felkereste őt Max Martin híres zenei producer, aki új munkatársat keresett munkájához. Arra kérte Ramit, hogy csatlakozzon a stockholmi Cherion Studios-hoz. A fiatal dalszerző elfogadta az ajánlatot. Első közös munkájuk a …Baby One More Time című szám volt, ami rögtön hatalmas világsláger lett, és sikerült beindítani Britney Spears amerikai énekesnő karrierjét. Máig a legsikeresebb szám, aminek komponálásában Rami részt vett.
10 év együtt töltött munka után, Rami otthagyta Martint, mondván, hogy szüksége van arra, hogy egyedül is tudjon sikereket elérni. Miután egy évre visszavonult, elkezdte összerakni saját produceri csoportját, ami a Los Angelesi Kinglet Studios-ban dolgozik.

## Zenei munkái
A felsorolás előadók szerint csoportosítva sorolja fel a dalokat, melyeknek Rami volt a szerzője-producere.

### Backstreet Boys
- Don't Wanna Lose You Now - Komponálás
- Don't Want You Back - Komponálás
- Drowning - Dalszerzés és komponálás
- Get Another Boyfriend - Dalszerzés és komponálás
- It's Gotta Be You - Komponálás
- I Still… - Dalszerzés és komponálás
- Larger than Life (mix) - Komponálás
- Shape of My Heart - Dalszerzés
- Siberia - Dalszerzés
- The Call - Dalszerzés és komponálás

### Britney Spears
- (You Drive Me) Crazy [The Stop! Remix] - Komponálás
- …Baby One More Time - Komponálás

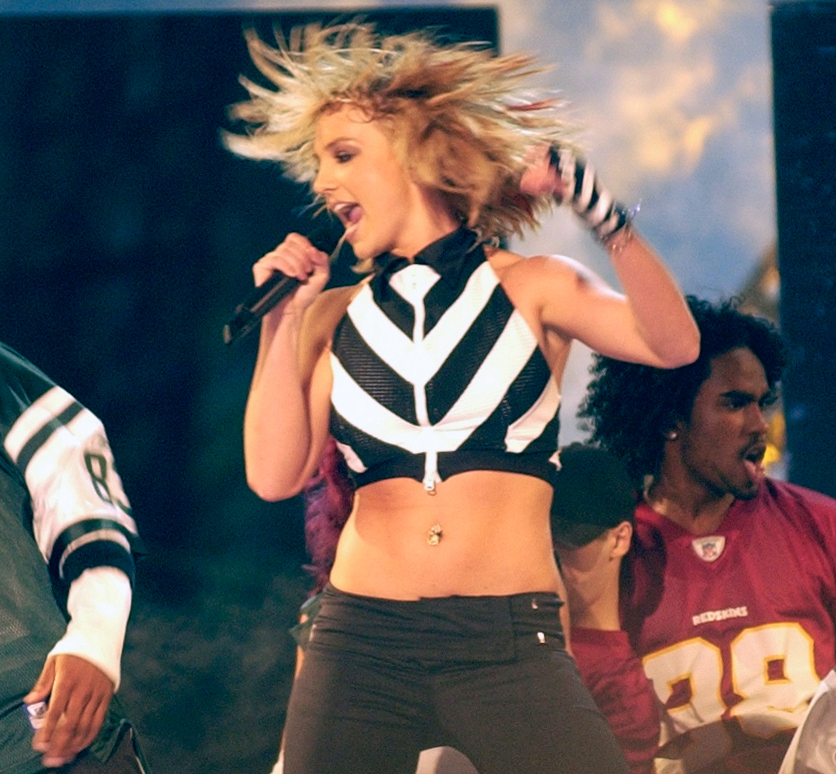
Britney Spearsnek írta-komponálta a legtöbb dalt.

- Bombastic Love - Dalszerzés és komponálás
- Cinderella - Dalszerzés és komponálás
- Don't Go Knocking On My Door - Dalszerzés és komponálás
- I’m Not a Girl, Not Yet a Woman - Dalszerzés és komponálás
- I Will Be There - Komponálás
- Lucky - Dalszerzés és komponálás
- Oops!… I Did It Again - Dalszerzés és komponálás
- Overprotected - Dalszerzés és komponálás
- Stronger - Dalszerzés és komponálás
- What U See (Is What U Get) - Dalszerzés és komponálás
- Where Are You Now - Komponálás

### Céline Dion
- Faith - Dalszerzés és komponálás
- In His Touch - Dalszerzés és komponálás
- Love Is All We Need - Dalszerzés és komponálás

### Danity Kane
- Stay With Me - Dalszerzés és komponálás

### E-Type
- Hold Your Horses - Komponálás
- So Far Away - Dalszerzés
- Life - Komponálás

### Enrique Iglesias
- I Wish I Was Your Lover - Dalszerzés és komponálás
- Miss U - Dalszerzés és komponálás

### i SQUARE
- Hey Sexy Lady - Dalszerzés és komponálás

### Bon Jovi
- It's My Life - Komponálás

### Labrinth
- Treatment - Dalszerzés

### Lutricia Mcneal
- Ain't That Just The Way - Komponálás
- Stranded - Dalszerzés és komponálás

### Marion Raven
- End of Me - Dalszerzés és komponálás
- Gotta Be Kidding - Dalszerzés és komponálás
- Here I Am - Dalszerzés és komponálás
- In Spite Of Me - Dalszerzés és komponálás
- Little By Little - Dalszerzés és komponálás
- Six Feet Under - Dalszerzés és komponálás

### Michael Bolton
- Only A Woman - Dalszerzés és komponálás

### Nicole Scherzinger
- Don’t Hold Your Breath - Komponálás

### ’N Sync
- It's Gonna Be Me - Dalszerzés és komponálás
- Tell Me, Tell Me Baby - Dalszerzés és komponálás

### Nick Carter
- I Just Wanna Take You Home - Dalszerzés és komponálás
- I’ve Got You - Dalszerzés és komponálás
- Blow Your Mind - Dalszerzés és komponálás
- Burning Up - Dalszerzés

### Nicki Minaj
- Starships - Dalszerzés és komponálás
- Pound The Alarm - Dalszerzés és komponálás

### One Direction
- What Makes You Beautiful - Dalszerzés és komponálás
- I Wish - Dalszerzés és komponálás
- One Thing - Dalszerzés és komponálás
- Live While We’re Young - Dalszerzés és komponálás

### P!nk
- U + Ur Hand - Dalszerzés

### Shayne Ward
- Breathless - Dalszerzés és komponálás
- Damaged - Dalszerzés és komponálás
- Got Me So - Dalszerzés és komponálás
- Melt The Snow - Dalszerzés és komponálás
- No… U Hang Up - Dalszerzés és komponálás
- Some Tears Never Dry - Dalszerzés és komponálás
- Tangled Up - Komponálás
- U Make Me Wish - Dalszerzés és komponálás
- Until You - Dalszerzés és komponálás

### Stephanie McIntosh
- Mistake - Dalszerzés és komponálás

### Taio Cruz
- Troublemaker - Dalszerzés és komponálás
- World In Our Hands - Dalszerzés és komponálás

### The Saturdays
- White Lies - Dalszerzés és komponálás

### Westlife
- I Need You – Dalszerzés és komponálás
- Miss You – Dalszerzés és komponálás
- No No – Dalszerzés és komponálás
- Pictures In My Head – Dalszerzés és komponálás
- Soledad – Dalszerzés
- Something Right – Dalszerzés és komponálás
- The Easy Way – Dalszerzés és komponálás
- Us Against The World – Dalszerzés és komponálás
- What I Want Is What I’ve got – Dalszerzés és komponálás
- When You're Looking Like That – Dalszerzés és komponálás
- What It Takes 4 U 2 B Loved – Dalszerzés és komponálás

### The Wanted
- Lose My Mind - Dalszerzés és komponálás

### Egyéb
- Still Alive: The Remixes - Dalszerzés és komponálás
- Battlefield 3 háttérzene - Komponálás

## Fordítás
- Ez a szócikk részben vagy egészben  a   Rami Yacoub című angol Wikipédia-szócikk fordításán alapul.  Az eredeti cikk szerkesztőit annak laptörténete sorolja fel. Ez a jelzés csupán a megfogalmazás eredetét és a szerzői jogokat jelzi, nem szolgál a cikkben szereplő információk forrásmegjelöléseként.